# ثالوث بيك (طب القلب)
ثالوث بيك (بالإنجليزية: Beck's triad)‏ هو عبارة عن مجموعة من ثلاثة علامات طبية مرتبطة بالاندحاس القلبي، وهي حالة طبية طارئة تحدث بسبب تجمع سوائل حول القلب مما يضعف قدرته على ضخ الدم. يمثل الثالوث انخفاض ضغط الدم الشرياني، وانتفاخ بأوردة العنق، وضعف شدة أو انكتام أصوات القلب.
قد يُلاحظ أيضا وجود تقلص في الضغط النبضى. وقد تطور هذا مفهوم من قبل كلود بيك (بالإنجليزية: Claude Beck)‏، والذي كان طبيب مقيم ثم لاحقا أستاذ في جراحة القلب والأوعية الدموية مدرسة الطب بجامعة كيس وسترن ريسرف.

## مكونات ثالوث بيك
1. انخفاض ضغط الدم مع ضغط النبض الضيق
2. انتفاخ وريدي الوداجي
3. أصوات القلب المكتومة

## علم وظائف الأعضاء
ينتج انخفاض ضغط الدم الشرياني عن تراكم السوائل في التامور مما يتسبب في زيادة الضغط على الجزء الخارجي من القلب بطريقة تُحدّ من أقصى حجم يمكن أن يمتد إليه بُطين القلب. وهذا بدوره يُحد من التمدد الانبساطي (مرحلة ملء البطين) الذي يتسبب في نقص الحجم الانبساطي النهائي، وكذلك نقص حجم النفضة، والتي تُمثل محدد رئيسي لضغط الدم الانقباضي. يتفق ما سبق مع قانون فرانك-ستارلينغ للقلب، الذي يفسر أنه كلما زاد ملء البطينين بكميات أكبر من الدم، فإنها تمتد أكثر، وتزداد قوتها الغنقباضية، مما يتسبب في زيادة ذات صلة في ضغط الدم الانقباضي.
تتجلى زيادة الضغط الوريدي المركزي من خلال انتفاخ الأوردة الوداجية عند كون المريض في غير وضعية الاستلقاء. يحدث ذلك بسبب انخفاض الملء الانبساطي للبطين الأيمن، بسبب الضغط القادم من كيس التامور المجاور. وينتج عن ذلك وجود حمولة زائدة في الأوردة من السوائل التي يُفترض أن تصب في القلب، وعلى الأخص الأوردة الوداجية، مع ملاحظة أنه في حالة نقص حجم الدم الشديد، فقد لا تنتفخ عروق الرقبة.
يحدث انكتام أصوات القلب نتيجة لتأثيرات السوائل المحيطة بالقلب.

## الاستخدام السريري
على الرغم من أن الوجود النموذجي الكامل للثالوث
لا يحدث إلا في أقلية من حالات اندحاس القلب الحادة، إلا أن وجود الثالوث يعتبر تشخيصي لحالات اندحاس القلب.